# Daphnellopsis fimbriata
Daphnellopsis fimbriata é uma espécie de gastrópode do gênero Daphnellopsis, pertencente à família Muricidae.